# Mac Wiseman
Malcolm 'Mac' B. Wiseman (Waynesboro (Virginia), 23 mei 1925 – Nashville (Tennessee), 24 februari 2019) was een Amerikaanse country- en bluegrasszanger en -gitarist.

## Biografie
In Shenendoah Valley, waar hij opgroeide, leerde hij traditionele muziek kennen. In 1944, als winnaar van een wedstrijd voor jong talent, werd hij radiopresentator bij WSVA in Harrisburg (Virginia). Hij trad ook op met Molly O'Day en verschillende lokale countrybands. Later had hij zijn eigen band. In 1948 werd hij een van de oprichters van de Foggy Mountain Boys. In 1949 nam hij de single Travelin' Down This Lonesome Road op met Bill Monroe. In de jaren 1950 had Wiseman weer zijn eigen band.
In 1951 werd hij ontdekt door Dot Records in Louisiana Hayride en kreeg hij zijn eerste eigen platencontract. Een van zijn grotere hits daar was Jimmy Brown the Newsboy, die #5 bereikte in de Hot Country Songs. In de jaren 1950 was hij een regelmatige gast op Red Foleys Ozark Jubilee en verwierf hij grote bekendheid door andere optredens in shows zoals de WSB Barn Dance, de Old Dominion Barn Dance, de Tennessee Barn Dance en de Grand Ole Opry. Wiseman leidde een paar jaar de countrymuziekafdeling bij Dot Records, voordat hij in 1962 naar Capitol Records verhuisde. Daar nam hij bluegrass en andere countrystukken op. Hij speelde op bluegrass-festivals en trad op in de WWVA Jamboree in Wheeling (West Virginia) in 1965.
In 1969 verhuisde Wiseman naar Nashville en kreeg daar een contract bij RCA Victor. Daar nam hij ook drie albums op met Lester Flatt. Zijn enige hit in deze periode was If I Had Johnny's Cash and Charley's Pride. Vanaf het midden van de jaren 1970 speelde Wiseman steeds meer bluegrass. In 1992 bracht hij de documentaire High Lonesome uit over bluegrass. Hij werd in 1993 opgenomen in de International Bluegrass Music Hall of Honor.

## Overlijden
Mac Wiseman overleed in februari 2019 op 93-jarige leeftijd.

## Discografie

### Singles
| Jaar                  | Titel                                                                | Opmerkingen                                          |
| Dot Records           | Dot Records                                                          | Dot Records                                          |
| --------------------- | -------------------------------------------------------------------- | ---------------------------------------------------- |
| 1951                  | Are You Coming Back To Me / Tis Sweet To Be Remembered               |                                                      |
| 1951                  | I'm A Stranger / Little White Church                                 |                                                      |
| 1952                  | Four Walls Around Me / I'll Still Write Your Name In The Sand        |                                                      |
| 1952                  | Dreaming Of A Little Cabin / Georgia Waltz                           |                                                      |
| 1952                  | Lonesome And A Long Way From Home / Never Ending Song Of Love        |                                                      |
| 1952                  | Georgia Waltz / I Wonder How The Old Folks Are At Home               |                                                      |
| 1952                  | Fire In My Heart / Going To See My Baby                              |                                                      |
| 1953                  | By The Side Of The Road / Waiting For The Boys                       |                                                      |
| 1953                  | It's Goodbye And So Long To You / Six More Miles                     |                                                      |
| 1953                  | Going Like Wildfire / Shackles And Chains                            |                                                      |
| 1953                  | Don't Let Your Sweet Love Die / You're Sweeter Than The Honey        |                                                      |
| 1953                  | Crazy Blues / Rainbow In The Valley                                  |                                                      |
| 1953                  | I'd Rather Die Young / You'd Better Wake Up                          | in hetzelfde jaar ook bij Quality Records verschenen |
| 1953                  | Let Me Borrow Your Heart For Just Tonight / Remembering              |                                                      |
| 1953                  | Love Letters in the Sand / Waltz You Saved For Me                    |                                                      |
| 1954                  | Dreams Of Mother And Home / Reveilee In Heaven                       |                                                      |
| 1954                  | I Haven't Got The Right To Love You / My Little Home In Tennessee    |                                                      |
| 1954                  | I Saw Your Face In The Moon / You Can't Judge A Book (By Its Cover)  |                                                      |
| 1954                  | I Love You Best Of All / Keep On The Sunny Side                      |                                                      |
| 1954                  | Don't Blame It All On Me / I Didn't Know                             |                                                      |
| 1954                  | Little Old Church In The Valley / When I Get The Money Made          |                                                      |
| 1955                  | Ballad Of Davy Crockett / Danger, Heartbreak Ahead                   |                                                      |
| 1955                  | Kentuckian Song / Wabash Cannonball                                  |                                                      |
| 1955                  | I Hear You Knocking / Camptown Races                                 |                                                      |
| 1956                  | Meanest Blues In The World / Be Good Baby                            |                                                      |
| 1956                  | One Mint Julep / I'm Waiting For Ships That Never Come In            |                                                      |
| 1957                  | Step It Up And Go / Sundown                                          |                                                      |
| 1958                  | Thinkin' About You / A Promise Of Things To Come                     |                                                      |
| 1960                  | One Mint Julep / Driftwood On The River                              |                                                      |
| 1960                  | Darling Nelly Gray / There's A Star-Spangled Banner Waving Somewhere |                                                      |
| 1960                  | Glad Rags / Now That You Have Me (You Don't Want Me)                 |                                                      |
| 1961                  | Dark As A Dungeon / How Can You Forget So Soon                       |                                                      |
| Capitol Records       |                                                                      |                                                      |
| 1962                  | Footprints In The Snow / Just Outside                                |                                                      |
| 1962                  | Bluegrass Fiesta / What's Gonna Happen To Me                         |                                                      |
| 1962                  | Pistol Packing Preacher / Sing Little Birdie                         |                                                      |
| 1963                  | I Like Good Bluegrass Music / Wildfire                               |                                                      |
| 1963                  | When The Moon Comes Over The Mountain / Your Best Friend And Me      |                                                      |
| 1964                  | Scene Of The Crime / Tis Sweet To Be Remembered                      |                                                      |
| 1964                  | Heads You Win, Tails I Lose / Old Pair Of Shoes                      |                                                      |
| Wise Records          |                                                                      |                                                      |
| 1966                  | Bringing Mary Home / Maple Sugar Sweetheart                          |                                                      |
| 1966                  | Ghost Of Bras D'Or / Legend Of The Irish Rebel                       |                                                      |
| Dot Records           |                                                                      |                                                      |
| 1966                  | Just A Baby's Prayer At Twilight / White Silver Sands                |                                                      |
| 1966                  | Little Bird / This Is Where I Came In                                |                                                      |
| MGM Records           |                                                                      |                                                      |
| 1968                  | Got Leavin' On Her Mind / She Simply Left                            |                                                      |
| RCA Victor            |                                                                      |                                                      |
| 1969                  | It Comes And Goes / I've Got To Catch That Train                     |                                                      |
| 1969                  | Johnny's Cash And Charley's Pride / Mama, Put My Little Shoes Away   |                                                      |
| 1970                  | Me & Bobby McGee / Ring Of Fire                                      |                                                      |
| 1970                  | Things You Have Turned To / Wrinkled, Crinkled, Wadded Dollar Bill   |                                                      |
| 1971                  | Will You Be Loving Another Man / Jimmie Brown The Newsboy            | met Lester Flatt                                     |
| 1971                  | Blue Birds Are Singing For Me / We'll Meet Again Sweetheart          | met Lester Flatt                                     |
| 1971                  | Little Folks / Sweet Sadness                                         |                                                      |
| 1972                  | I'd Rather Live By The Side Of The Road / Sing Little Birdie         |                                                      |
| 1972                  | Salty Dog Blues / Mama's And Daddy's Little Girl                     | met Lester Flatt                                     |
| 1972                  | Me And Your Memory / On The Southbound                               | met Lester Flatt                                     |
| 1972                  | On Susan's Floor / Song Of The Wildwood                              |                                                      |
| 1973                  | Eight More Miles To Louisville / Let Time Be Your Friend             |                                                      |
| 1973                  | Blue Ridge Cabin Home / Waiting For The Boys To Come Home            | met Lester Flatt                                     |
| 1973                  | At The Crossroad / You Can't Go In The Red Playing Bluegrass         |                                                      |
| 1973                  | It Rains Just The Same In Missouri / Keep On The Sunnyside           |                                                      |
| CMH Records           |                                                                      |                                                      |
| 1976                  | Little Blossom / ?                                                   |                                                      |
| 1980                  | Bluebirds Singing For Me / Mother Maybelle                           | met de Osborne Brothers                              |
| RCA Churchill Records |                                                                      |                                                      |
| 1981?                 | Never Going Back Again / ?                                           |                                                      |
| 1981?                 | Dancing Bear / Scotch And Soda                                       |                                                      |

### EP
- 1955: (?): Songs From The Hills - 'Tis Sweet To Be Remembered / I'll Still Write Your Name In The Sand / Four Walls Around Me / Goin' Like Wildfire

### Albums
- 1958: 'Tis Sweet to Be Remembered
- 1959: Beside the Still Waters
- 1960: Great Folk Ballads
- 1960: Mac Wiseman sings 12 Great Hits
- 1960: Keep on the Sunnyside
- 1961: The Best Loved Gospel Hymns
- 1962: Fire Ball Mail
- 1962: Bluegrass Favorites
- 1965: At the Toronto Horseshoe Club
- 1965: Sincerely
- 1966: This is Mac Wiseman
- 1966: A Master at Work
- 1966: Bluegrass (met de Osborne Brothers)
- 1966: Mac Wiseman sings Old Time Country Favorites
- 1967: Songs of the Dear Old Days
- 1967: Mac Wiseman
- 1968: Golden Hits of Mac Wiseman
- 1970: Johnny's Cash And Charley's Pride
- 1971: Lester's Mack
- 1972: On the Southbound
- 1973: Over the Hills to the Poorhouse
- 1973: Concert Favorites
- 1975: New Traditions 1
- 1975: New Traditions 2
- 1975: 16 Great Performances
- 1976: Country Music Memories
- 1977: The Mac Wiseman Story
- 1978: Mac Wiseman Sings Gordon Lightfoot
- 1979: Essential Bluegrass (met de Osborne Brothers)
- 1979: Golden Classics
- 1980: Songs That Make Jukebox Play
- 1981: Early Dot Recordings 1
- 1982: Greatest Bluegrass Hits
- 1982: Early Dot Recordings 2
- 1982: Grassroots to Bluegrass
- 1982: Bluegrass Special
- 1983: If Teardrops Were Pennies
- 1983: Mac and Chubby Live at Gilley's (met Chubby Wise)
- 1986: Once more with Feeling
- 1987: 24 Greatest Hits
- 1987: Classic Bluegrass
- 1990: Early Dot Recordings 3
- 1993: Teenage Hangout
- 1994: Number One Christmas
- 1997: 20 Old-Time Country Favorites
- 1998: Del, Doc & Mac (met Del McCoury en Doc Watson)
- 2000: Three Tenors of Bluegrass (met Jim Silvers en Bobby Osborne)
- 2001: Most Requested
- 2001: Letter Edged in Black
- 2001: Just Because
- 2001: Sings Gospels Vol. 1
- 2001: Sings Gospels Vol. 2
- 2001: At the Toronto Horseshoe Club
- 2001: Maple on the Hill
- 2001: Precious Memories
- 2001: First Recorded Live Concert
- 2002: The Heart of a Legend
- 2003: The Singles
- 2003: The lost Album
- 2003: 'Tis Sweet to Be Remembered
- 2005: 15 of My Grandma’s Favorites
- 2005: 15 of My Gospel Favorites
- 2005: Precious Moments
- 2006: The Best of Mac Wiseman – Essential Original Masters
- 2006: On Susan's Floor
- 2014: Songs From My Mother's Hand